# Marian Cârjă
Marian Cârjă (n. 3 mai 1987, Galați, România) este un fotbalist român retras din activitate, care a evoluat pe postul de fundaș. 

## Carieră
A debutat pentru Oțelul Galați în Liga I pe 18 mai 2007 într-un meci câștigat împotriva echipei Gloria Bistrița. După 7 ani, s-a transferat la CS Universitatea Craiova.